# ريتشارد فيلدمان
ريتشارد فيلدمان (بالإنجليزية: Richard Field)‏ (و. 1561 – 1616 م) هو عالم عقيدة، من إنجلترا، توفي عن عمر يناهز 55 عاماً.